# Wickliffe (Kentucky)

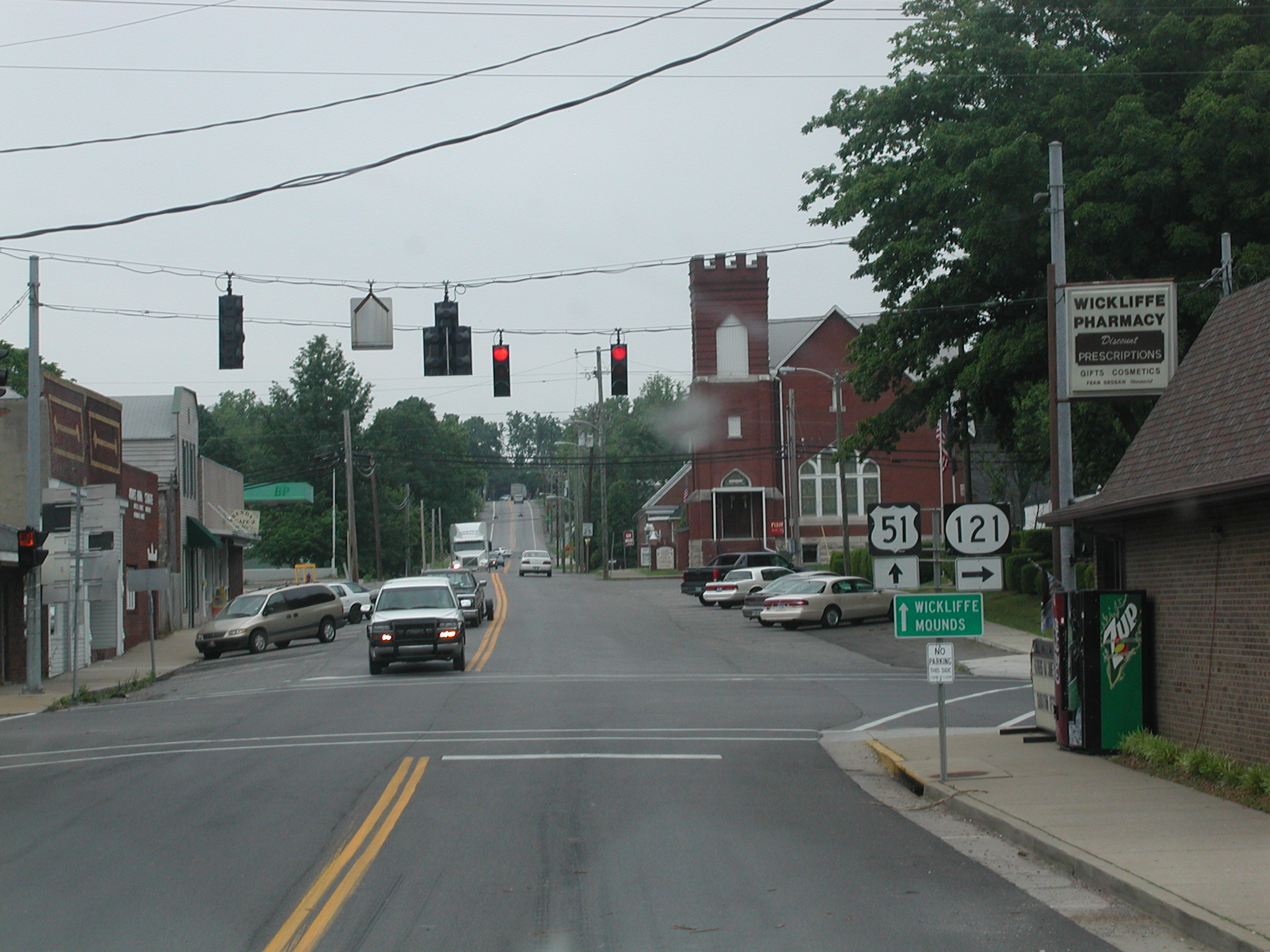
Centrum van Wickliffe, Kentucky

Wickliffe is een plaats (city) in de Amerikaanse staat Kentucky, en valt bestuurlijk gezien onder Ballard County.

## Demografie
Bij de volkstelling in 2000 werd het aantal inwoners vastgesteld op 794.
In 2006 is het aantal inwoners door het United States Census Bureau geschat op 787, een daling van 7 (-0,9%).

## Geografie
Volgens het United States Census Bureau beslaat de plaats een oppervlakte van
3,6 km², geheel bestaande uit land.

## Plaatsen in de nabije omgeving
De onderstaande figuur toont nabijgelegen plaatsen in een straal van 12 km rond Wickliffe.